# Széchenyi (geslacht)

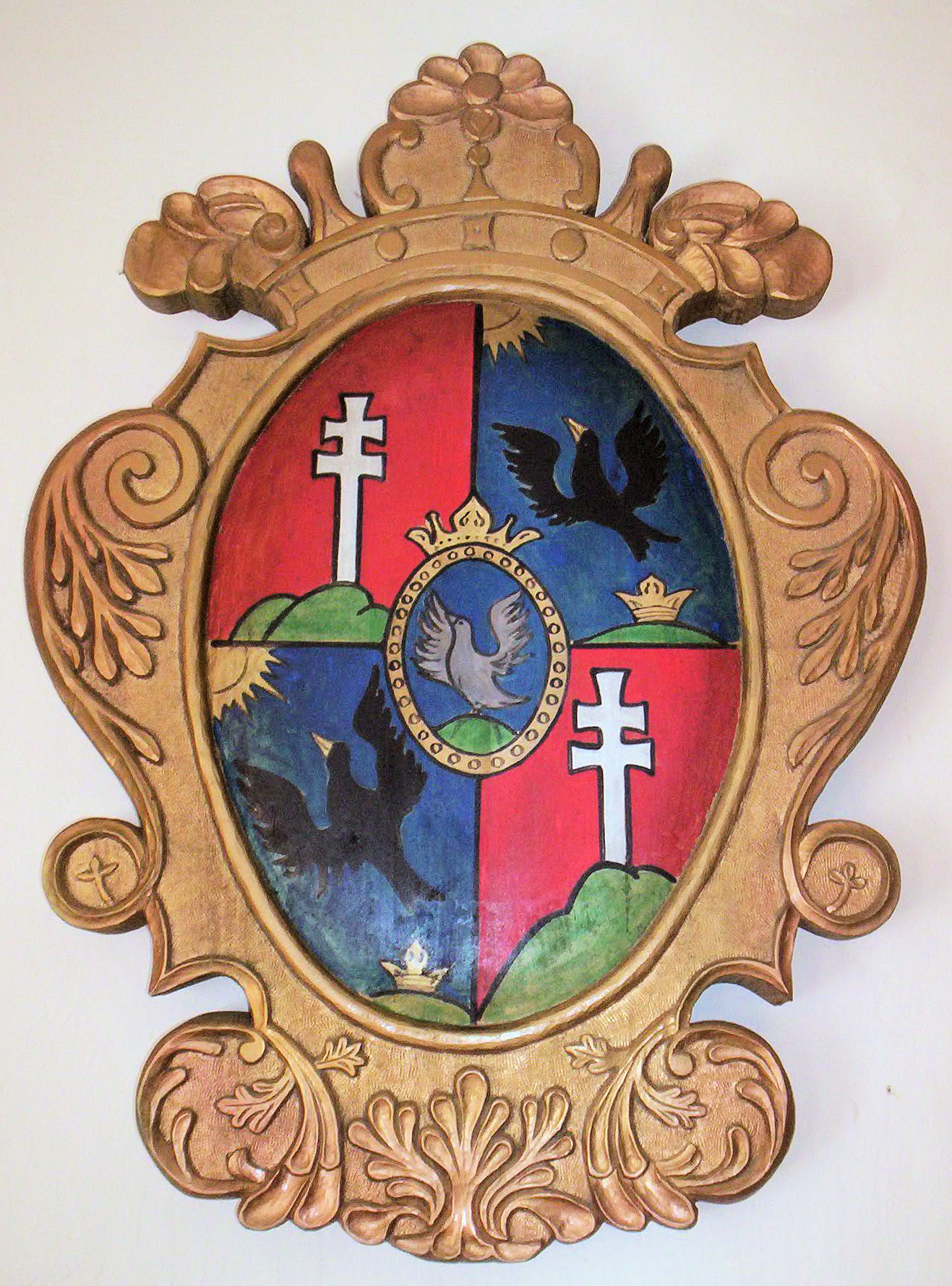
Wapenschild van de familie Széchenyi

De familie Széchenyi, ook wel Széchényi, is een Hongaars adelsgeslacht, waarvan de leden vooral in de 19e eeuw invloedrijk waren bij de culturele, economische en wetenschappelijke ontwikkeling van Hongarije.

## Geschiedenis
De familie dankt haar naam aan Szécsény in Noord-Hongarije, vanwaar ze ook afkomstig was. Het eerste familielid van aanzien was György Széchényi (1592–1695), aartsbisschop Esztergom en primaat van Hongarije. Diens neefje György II Széchényi werd in 1697 door keizer Leopold I in de gravenstand verheven.
Vanaf 1741 liet graaf Antal Széchényi (1714–1767) in het West-Hongaarse Nagycenk kasteel Széchenyi bouwen in laat-barokke en classicistische stijl. Dit slot werd later door graaf István Széchenyi bewoond. Deze is het meest vooraanstaande lid van het geslacht en wordt beschouwd als de drijvende kracht achter de modernisering van negentiende-eeuws Hongarije. Verschillende scholen, instellingen, straten en bruggen zijn over het hele land naar hem vernoemd.

## Vooraanstaande leden
- graaf István Széchenyi (1791–1860), Hongaars staatsman en ingenieur
- graaf Gyula Széchényi (1829–1921), minister Naast de Koning
- graaf Manó Széchényi (1858–1926), minister Naast de Koning
- graaf Bertalan Széchényi (1866–1943), voorzitter van het Magnatenhuis
- graaf László Széchenyi (1879–1938), Hongaars diplomaat en zakenman